# Imre Szellő
Imre Szellő (Cegléd, 27 de julio de 1983) es un deportista húngaro que compitió en boxeo.
Ganó una medalla de bronce en el Campeonato Europeo de Boxeo Aficionado de 2011, en el peso semipesado. Participó en los Juegos Olímpicos de Pekín 2008, ocupando el quinto lugar en el mismo peso.
En junio de 2014 disputó su primera pelea como profesional. En su carrera profesional tuvo en total 25 combates, con un registro de 24 victorias y 1 derrotas.

## Palmarés internacional
| Campeonato Europeo | Campeonato Europeo | Campeonato Europeo | Campeonato Europeo |
| Año                | Lugar              | Medalla            | Categoría          |
| ------------------ | ------------------ | ------------------ | ------------------ |
| 2011               | Ankara (Turquía)   | Medalla de bronce  | 81 kg              |